# Parempuyre
Parempuyre is een gemeente in het Franse departement Gironde (regio Nouvelle-Aquitaine). De plaats maakt deel uit van het samenwerkingsverband Bordeaux Métropole en het arrondissement Bordeaux. Parempuyre telde op 1 januari 2022 10.407 inwoners.

## Geografie
De oppervlakte van Parempuyre bedroeg op 1 januari 2022 21,8 vierkante kilometer; de bevolkingsdichtheid was toen 477,4 inwoners per km².

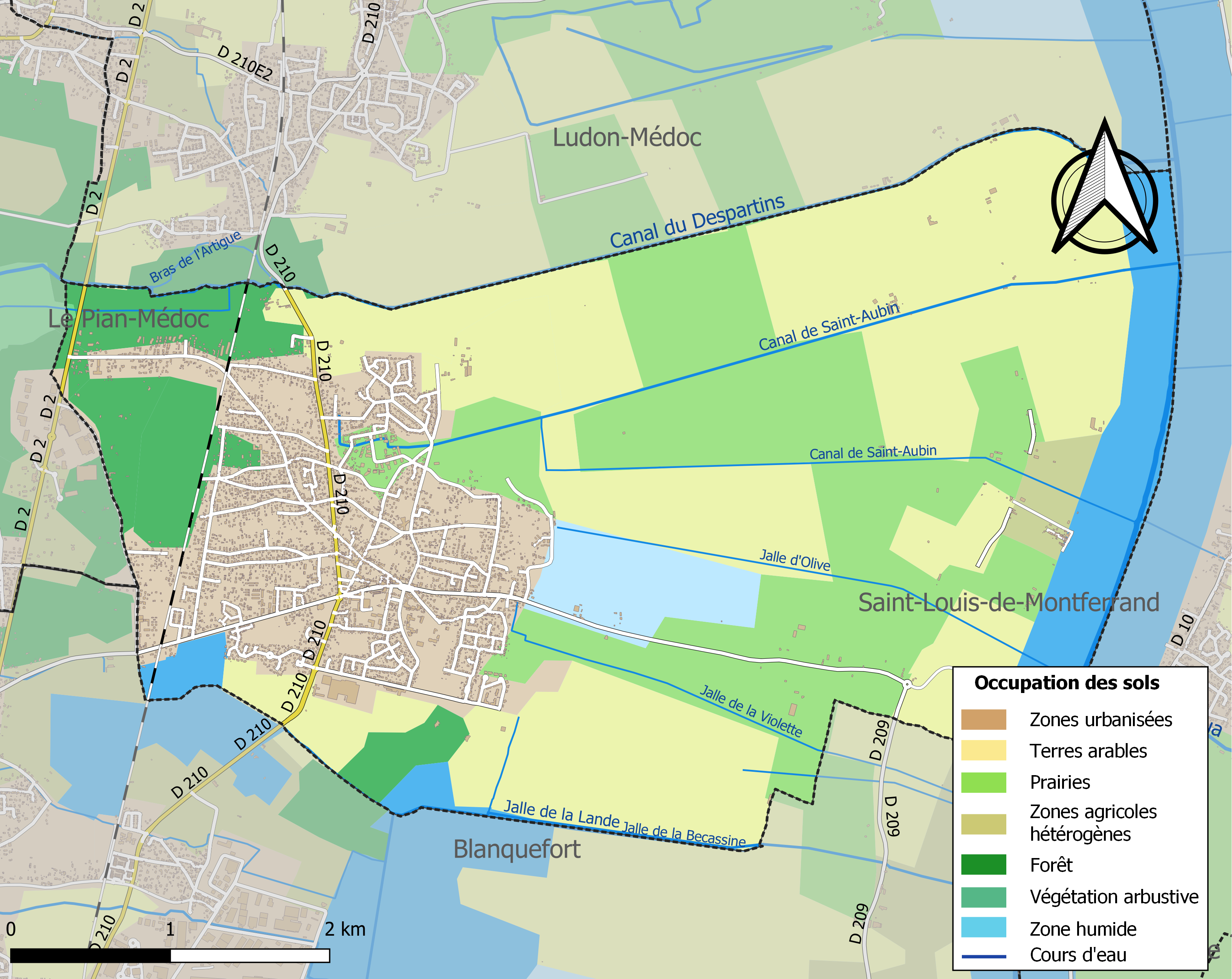
Kaart van de gemeente met belangrijkste infrastructuur, bodemgebruik en omliggende gemeenten

## Verkeer
In de gemeente ligt de spoorweghalte Parempuyre.

## Demografie
Onderstaande figuur toont het verloop van het inwonertal (bron: INSEE-tellingen).